# راؤول نافا
راؤول نافا (بالإسبانية: Raúl Nava)‏ هو لاعب كرة قدم مكسيكي، ولد في 17 سبتمبر 1990 في مدينة مكسيكو في المكسيك. شارك مع منتخب المكسيك تحت 23 سنة لكرة القدم. أما مع النوادي، فقد لعب مع فيلادلفيا يونيون ونادي تولوكا ونادي تيخوانا.

## وصلات خارجية
- راؤول نافا على موقع قاعدة بيانات كرة القدم.إي يو (الإنجليزية)
- راؤول نافا على موقع Soccerway.com (الإنجليزية)
- راؤول نافا على موقع AS.com (الإسبانية)